# Тежки крайцери тип „Адмирал Хипер“
Вижте пояснителната страница за други значения на Хипер.
Адмирал Хипер (на немски: Admiral Hipper) са серия тежки крайцери на Кригсмарине от времето на Втората световна война. Всичко от проекта за флота са построени 3 единици: „Адмирал Хипер“ (на немски: Admiral Hipper), „Блюхер“ (на немски: Blücher) и „Принц Ойген“ (на немски: Prinz Eugen). Още 2 кораба: „Зайдлиц“ (Seydlitz) и „Лютцов“ (Lützow)) остават недостроени, като „Зайдлиц“ от есента на 1942 г. се намира на преоборудване в самолетоносач, а „Лютцов“ през 1940 г. е продаден на СССР като „Петропавловск“, отбуксиран е в Ленинград за дострояване, което така и не е завършва.

## История на създаването
През 1922 г. е подписано Вашингтонското съглашение за ограничаване на морските въоръжения, ограничаващо водоизместимостта на корабите от класа на крайцерите на 10 000 тона, а калибърът на тяхната корабна артилерия на 203 мм. След това в състава на флотовете на Великобритания, Франция, САЩ, Япония, Италия започват да се появяват кораби, чиито ТТХ са „напъхани“ в тези характеристики (т.нар. „Вашингтонски крайцери“).
Официално Германия, скована от рамките на Версайския договор, не взема участие във всички „крайцерски гонки“. В периода на 1920-те г. е разработен проекта за океански рейдери от типа „Дойчланд“. „Джобните линкори“, влезли в строй едновременно с първите „вашингтонски“ крайцери, толкова ги превъзхождат в бой, че стават една от причините за появата на по-балансирани проекти.
С идването на власт на националсоциалистите работите по поетапно нарастване на военноморските сили и създаването на голям флот получават нов импулс. Работите над крайцери с 203-мм артилерия започват през 1933 г. Предполага се да се създаде кораб, способен да действа както в състава на флота, така и в качеството на рейдер – „изтребител на търговията“, и в същото време, не отстъпващ по въоръжение и защита на френския тежък крайцер „Алжери“. Освен това той трябва да има скорост, позволяваща му да избяга на намиращите се в строеж френски линейни крайцери от типа „Дюнкерк“.
Осем 203-мм оръдия, скорост от 32 възела и запас гориво за 12 000 мили на 15-възлов ход се предполага да бъдат вместени във водоизместимост от 9000 – 10 000 тона. Става ясно, че трябва да се пожертват някои от характеристиките за това, че да се „вмести“ всичко това в зададената водоизместимост. Предложението за преход към 150-мм артилерия на главния калибър е без успех, тъй като поставянето на 12 150-мм оръдия вместо 8203-мм дава икономия в теглото в най-добрия случай от 550 тона, което е недостатъчно. Освен това при поставянето на по-леките оръдия рязко се снижават параметрите на бронепробиваемостта. През май 1934 г. се състои съвещание под председателството на адмирал Редер (бъдещия главнокомандващ на Кригсмарине), на което се обсъждат преимуществата и недостатъците на 190-мм и 203-мм калибри. В крайна сметка е прието решение за по-голямата целесъобразност на втория вариант.
Независимо от това, че Германия официално не е обвързана с ограничението на водоизместимостта от 10 000 тона, така и не е подписвала Вашингтонския договор (бидейки при това свързана с много по-ограничаващия Версайски договор), превишаването на този предел първоначално не се планира, преимуществено по политически причини.
През 1934 г. се обсъжда и типа енергетична установка за бъдещите тежки крайцери. Много удачно избраните за „джобните линкори“ дизели, осигуряващи им огромна далечина на плаване, не напълно подхождат в качеството на единствени машини за крайцерите поради силната им вибрация, пречеща, в частност, на действието на приборите за управление на огъня.
За това за по-скоростните крайцери се предлага смесено решение: дизелна установка за икономичния ход и парни турбини – за пълния ход в бой. Обаче тази схема има недостатъци при съвместните действия на различните типове кораби. Леките крайцери на германския флот могат да развият скорост не повече от 13 възела на дизеловия икономичен ход и за това не могат да се движат в единен строй с по-скоростните дизелови кораби от типа „Дойчланд“. Такъв род недостатъци не са важни при действията на единичните кораби в открития океан, но при ескадрени действия са съществени. За това е прието оказалото се впоследствие неправилно решение за поставяне на новите тежки крайцери на чисто паротурбинна енергетична установка на пара с високи параметри (при разглеждането се вземат предвид такива положителни качества на паротурбинната ЕУ, като голямата надеждност, простота в обучението на персонала, по-малка дължина на валопроводите и пр.).
В края на 1934 г. адмирал Редер утвърждава окончателните характеристики на „крайцера от 10 000 тона“, осъзнавайки при това, че тази водоизместимост ще бъде значително превишено. Опитите за ограничаване на водоизместимостта имат място, за което, в частност, свидетелства намаляването на бронята на пояса до 80 мм, като това е само в централната му част (70 мм по кърмата и едва 40 мм на носа).
На 30 октомври 1934 г. на фирмата „Дойче Верке“ в Кил е дадена официалната поръчка за главния кораб на серията, „крайцер Н“ – „Ерзац Хамбург“ (замяна на крайцера „Хамбург“). Едновременно корабостроителницата „Блом унд Фосс“ в Хамбург получава поръчка за втората единица, „крайцерът G“ – „Ерзац Берлин“ (замяна на крайцера „Берлин“).
На 16 март 1935 г. Версайския договор е официално денонсиран от Германия. През същата година е сключено Англо-германското морско съглашение, според което Германия има право да доведе своите морски сили до 35% от английските във всяка от категориите бойни съдове. Така, Германия получава възможност да построи крайцери с 203-мм оръдия в пределите на 51000 тона.
През април 1935 г., още преди подписването на англо-германското съглашение, започва детайлното разработване на чертежите на новия крайцер. В края на годината флота поръчва третият кораб – крайцер „J“. При формална водоизместимост от 10 000 тона в пределите на отпуснатите от англо-германското съглашение, може да се заложат още два крайцера. През юни 1936 г. е утвърдено започването на строежа на още два големи крайцера („К“ и „L“), аналогични на първата тройка, но въоръжени с 12 150-мм оръдия. С това се демонстрира „добрата воля“ в ограничаването на броя на немските тежки крайцери. През юли последва поръчката както на самите кораби, така и на кулите и оръдията за тях. Особено изискване е проектирането на основите на кулите така, че те да имат същия диаметър, както при двуоръдейните 203-мм установки на тежките крайцери, което при първия удобен случай би позволило да се осъществи замяната на триоръдейните 150-мм кули с двуоръдейните 203-мм (аналогична операция правят японците на леките крайцери от типа „Могами“). Още през 1937 г., преди залагането на крайцерите „К“ и „L“ решават да ги строят като тежки крайцери, макар разработката на новите триоръдейни 150-мм установки да продължава до 1941 г.
Главния крайцер, бъдещият „Адмирал Хипер“, е заложен на 6 юли 1935 г. от „Блом унд Фосс“ в Хамбург. На 15 август същата година фирмата „Дойче Верке“ започва строежа на втория кораб, бъдещия „Блюхер“. През април 1936 г. корабостроителницата на Круп „Германия“ залага третия, бъдещия крайцер „Принц Ойген“. Двата допълнителни кораба от модифицирания проект (със 150-мм артилерия на ГК), „Зайдлиц“ и „Лютцов“, са поръчани на фирмата „Дешимаг“ в Бремен, където те са заложени съответно през декември 1936-а и през август 1937 г.
„Адмирал Хипер“ е спуснат на вода на 6 февруари 1937 г., влиза в строй на 29 април 1939 г., „Блюхер“ съответно на 8 юни 1937 г. и 20 септември 1939 г. „Принц Ойген“ е спуснат на вода на 22 август 1938 г. и е приет от флота на 1 август 1940 г. Така, само един от тежките крайцери на проекта влиза в строй до началото на Втората световна война. Още два кораба попълват редиците на флота във военното време. Двата последни кораба, достроявани, като първите три, с 203-мм артилерия, не са завършени. „Зайдлиц“ преминава преоборудване в самолетоносач (незавършено), а „Лютцов“, през февруари 1940 г., е продаден на Съветския съюз в недостроен вид, отбуксиран е през май в Ленинград за дострояване, което не е завършено.

## Конструкция

### Корпус и архитектура
Формата на корпусите на корабите от типа „Адмирал Хипер“ напомня използваната при лекия крайцер „Лайпциг“ – с були, изразена бълбова нос и вътрешен брониран пояс, включен в системата на общата здравина. Първоначално крайцерите имат почти вертикален форщевен (максимална дължина на кораба от 202,8 м), но след изпитанията на „Хипер“ той е заменен с клиперен, останалите се строят в този вид.

### Въоръжение
Главният калибър на крайцерите е съставен от осем 203-мм оръдия SkL/60 Mod.C 34, разположени по традиционната „линкорна“ схема: в 4 двуоръдейни кули, по 2 на носа и на кърмата. Оръдията придават на 122-кг снаряд начална скорост от 925 м/с. Има 4 основни типа снаряди: бронебойни, полубронебойни, фугасни и осветителни.
Зенитното въоръжение се състои от 6 двуоръдейни 105-мм установки С/31 (LC/31), което означава огън от 6 ствола по всеки произволен сектор. Установките имат стабилизация по три плоскости – нещо, което няма нито един чуждестранен крайцер, а също дистанционна система за насочване от постовете за управление на зенитния огън. Леката зенитна артилерия се състои от 37-мм и 20-мм автомати. 37-мм оръдия модел SKC/30 на фирмата „Рейнметал“ са поставени в сдвоени стабилизирани установки с жиростабилизация и ръчно управление. Съставът на зенитното въоръжение на различните кораби от серията нееднократно се мени в хода на войната. По мощ на тежкото зенитно въоръжение (дванадесет 105-мм оръдия) съревнование с тях могат да водят само американските крайцери, започвайки с „Балтимор“.
Торпедното въоръжение на крайцерите се състои от 4 тритръбни торпедни апарата калибър 533 мм, стрелящи с торпеда модел G7a.
Първите два кораба на серията носят по 3 хидросамолета: два в единични хангари и един на катапулта. На тежките крайцери се поставя катапултът на завода „Дойче Верке“ модел FL-22, имащ ъгъл на завъртане примерно 30 градуса на борд. „Принц Ойген“ носи 4 хидросамолета вместо 3, а също има закрити постове за управление на торпедните апарати.

### Системи за управление на огъня
Системата за управление на огъня на тежките крайцери от типа „Адмирал Хипер“ е много добре развита. Има три основни поста за управление на огъня на главния калибър, разположени на върха на кулоподобната носова надстройка, пред нея и на кърмовата надстройка, а също два поста за управление на стрелбата нощем – носов и кърмов. Системата за насочване на зенитната артилерия включва 4 далекомерни поста и 2 главни поста за управление на огъня с 4 компютъра, разделени на две напълно дублиращи се една с друга групи – носова и кърмова. Постовете за целеуказание на торпедната стрелба с телескопични прицели са разположени от двете страни на поста за нощното управление на кораба на носовия мостик, а КДП за торпедната стрелба – в брониран носов (два) и в кърмовата рубка (един). Изчислителното устройство (автоматът за торпедната стрелба) се помещава при кърмовата преграда на главния пост за управление на стрелбата. В дълбочина на кораба се разполага изчислителният център за торпедната стрелба. Торпедните апарати имат дистанционно управление, а залп може да се произведе от всеки един от постовете.
Тази развита система за управление на огъня, „линкорен“ тип, никога не е използвана в пълния си обем, обаче „изяжда“ значителна част водоизместимостта.

### Радиоелектронно оборудване
Пасивната система за хидролокация „NHG“ се използва основно за навигационни цели, другата система, „GHG“, също пасивен тип, е по-ефективна и се използва за засичане на подводни лодки, макар нееднократно с нейна помощ да са „засичани“ и пуснати по кораба торпеда. Крайцерите имат и активната система „S“, по принцип на действие и ефективност аналогична на британската „ASDIC“. Тя също така позволява при определени условия да се откриват даже такива неголеми предмети, като например, мини.
В началото на 1940 г. на „Адмирал Хипер“ и „Блюхер“ са поставени антени на системата за радиолокация „FuMo 22“, работеща на дължина на вълната 0,8 м. „Хипер“ след модернизацията от 1941 г. има радар „FuMG 40G“ на двата КДП – главния и кърмовия. „Принц Ойген“ при влизането си в строй получава 2 локатора тип „FuMo 27“ на горния и кърмовия КДП за главния калибър. През 1942 г. на него поставят радар „FuMo 26“, а към края на войната той има освен този радар още един, модел „FuMo 25“, а също стария „FuMo 23“ и радиолокатор „FuMo 81“.
Германските радари се различават с големите си правоъгълни решетчети антени, придаващи на крайцерите внушителен вид, обаче техните характеристики си остават невисоки.

### Брониране
Бронираният пояс с височина 2,75 м и дебелина 80 мм има наклон от 12,5° навън, прикривайки около 70% от дължината на кораба, и се затваря от 80-мм траверси. На носа поясът има височина 3,85 м и дебелина 40 мм, изтънявайки към форщевена до 20 мм; на кърмата, съответно, 2,75 м и 70 мм, затворен от 70-мм траверса. Хоризонталната защита се осигурява от 30-мм горна и 30-мм долна палуби. Последната има 50-мм скосове, съединяващи се с долната част на пояса. Барбетите имат 80-мм дебелина по цялата височина; кулите: 160-мм чело, 105-мм наклонена челна плоча, 80-мм наклонени странични плочи, 70-мм покрив и стени.

### Енергетична установка
Силовите установки на пара с високи параметри се отличават с ниска надеждност и неикономичност, което съществено снижава далечината на плаване. На „Хипер“ стоят котли система „Ла Монт“ (80 атмосфери) и ТЗА „Blohm und Voss“, на „Блюхер“ – котли „Вагнер“ с естествена циркулация (70 атмосфери) и ТЗА „Blohm und Voss“, на „Принц Ойген“ – котли „Ла Монт“ (70 атмосфери) и ТЗА „Brown-Boveri“, на недостроените „Зайдлиц“ и „Лютцов“ – котли „Вагнер“ с принудителна циркулация (60 атмосфери), като броят им е намален до девет, и ТЗА „Wagner-Deschimag“.

### Модернизации
По-голямата част от модернизациите във военното време се падат на крайцерите „Адмирал Хипер“ и „Принц Ойген“, тъй като „Блюхер“ загива през април 1940 г. при нахлуването в Норвегия. Те основно засягат зенитното въоръжение и средствата за радиолокация.

## Представители на проекта[6][7]
| Име                               | Име в периода на строеж       | Корабостроителница                           | Дата на залагане    | Дата на спускане на вода | Дата на влизане в състава на флота | Дата на изваждане от състава на флота/гибел | Съдба |
| --------------------------------- | ----------------------------- | -------------------------------------------- | ------------------- | ------------------------ | ---------------------------------- | ------------------------------------------- | --- |
| „Адмирал Хипер“ (Admiral Hipper)  | Kreuzer „H“, „Ersatz Hamburg“ | Deutsche Werke, Кил                          | 6 юли 1935 г.       | 6 февруари 1937 г.       | 29 април 1939 г.                   | 3 май 1945 г.                               | Унищожен в дока по време на нападение на британската авиация над Кил |
| „Блюхер“ (Blücher)                | Kreuzer „G“, „Ersatz Berlin“  | Blohm + Voss, Хамбург                        | 15 август 1936 г.   | 8 юни 1937 г.            | 20 септември 1939 г.               | 9 април 1940 г.                             | Потопен от норвежките брегови артилерийски и торпедни батареи в Осло фиорд |
| „Принц Ойген“ (Prinz Eugen)       | Kreuzer „J“                   | Deutsche Werke, Кил                          | 23 април 1936 г.    | 22 август 1938 г.        | 1 август 1940 г.                   | 1945 г.                                     | По репарации предаден на САЩ като IX-300, през 1946 г. потопен при изпитания на атомна бомба на атола Бикини |
| „Зайдлиц“ (Seydlitz)              | Kreuzer „K“                   | DeSchiMAG, Бремен                            | 29 декември 1936 г. | 19 януари 1939 г.        | Не достроен г.                     | 29 януари 1945 г.                           | От есента на 1942 г. се намира в преоборудване в самолетоносач, потопен в Кьонигсберг в недостроен вид. |
| „Лютцов“ (Lützow)/„Петропавловск“ | Kreuzer „L“                   | DeSchiMAG, Бремен Балтийски завод, Ленинград | 2 август 1937 г.    | 1 юли 1939 г.            | Не достроен                        | -                                           | На 11 февруари 1940 г. е продаден на СССР като „Петропавловск“, На 31 май 1940 г. е отбуксиран в Ленинград за дострояване, което не е завършено. По време на Великата Отечествена война се използва като плаваща батарея при отбраната на Ленинград. |

## Оценка на проекта
Високото състояние на германската техника и инженерна мисъл просто не позволява да се създаде явно неудачен проект, макар в случая с крайцерите от типа „Хипер“ може да се каже, че такъв опит все пак е направен.

## Коментари
1. ↑  Германските кораби при началото на тяхното строителство получават временни имена. За новите кораби се избират букви. Тези кораби, които трябва да заменят стари или загубени кораби получават приставката „Ерзац“ пред името на заменяемия кораб.